# 1747년
1747년은 일요일로 시작하는 평년이다.

## 연호
- 청(淸) 건륭(乾隆) 12년
- 일본(日本) 엔쿄(延享) 4년
- 후 레 왕조(後黎朝) 까인흥(景興) 8년

## 기년
- 류큐(琉球) 쇼케이왕(尚敬王) 35년
- 청(淸) 고종 건륭제(高宗 乾隆帝) 12년
- 조선(朝鮮) 영조(英祖) 23년
- 후 레 왕조(後黎朝) 현종(顯宗) 8년

## 사건
- 6월 9일 (음력 5월 2일) - 일본, 사쿠라마치 천황의 양위로, 모모조노 천황이 즉위하였다.
- 청나라, 대금천(大金川)을 정복하였다.(십전무공 중 제1차 원정)

## 탄생
- 5월 5일 - 신성 로마 제국의 황제이자 헝가리와 보헤미아의 왕 레오폴트 2세.